# 清岡卓行
清岡 卓行（きよおか たかゆき、1922年（大正11年）6月29日 - 2006年（平成18年）6月3日）は、日本の詩人、小説家、評論家、法政大学名誉教授。
関東州の大連生れ。東京大学文学部仏文科で渡辺一夫に師事した。
また、長らく、法政大学教授として新入生などにフランス語の基礎を、
さらに、萩原朔太郎作品などをテキストに、人文特別講義を担当し、学部や専攻にかかわらず多くの学生を指導した。1996年に日本芸術院会員。
妻は作家の岩阪恵子（いわさか けいこ、本名 清岡惠子）。前妻の息子清岡智比古は、フランス語学者で明治大学理工学部教授。創作活動も行っている。

## 略歴
ロシア・日本の租借地であった大連で、生まれてから敗戦による本土引き揚げまでの20数年間（内地での一高、東大在学時を途中に挟む）を過ごす。
大連の小学校では、先生に詩人の滝口武士がいた。（清岡の著作『窓の緑』（1977年）の「「亞」の全冊」に、「また、滝口武士は、私が通った小学校の先生である。担任の先生ではなかったが、私は朝礼のときなど、上品で優しそうな先生だなと思って眺めた記憶がある。」という記載がある。）
一高時代、漢文の先生だった阿藤伯海の影響で日夏耿之介にはまり、詩人原口統三と親交をもつ。大連という歴史的重層性と澄明な風土を備えた空間性のなかで育まれた感受性は、後の作品群に大きな影響を及ぼす。
東大在学中の1949年に、プロ野球の日本野球連盟に就職し、連盟分裂後はそのままセ・リーグ事務局に勤務して日程編成を担当。「猛打賞」を発案したことでも知られる。1964年退社し、法政大学講師を経て1966年から1980年まで教授を務めた。
彫琢された正確さと豊饒な官能性の複合体というべき文体によって生み出された作品群は、詩と散文に判然と区別されるというよりは、石川淳が指摘したように、その双方のジャンルの枠を読者に思考させる質を備えている。そこに全体として通底しているのは、高橋英夫が指摘するような音楽性である。反時代的に抒情詩の可能性を拓き続けたこの孤高の詩人は、死後平出隆によって「純粋を貫いた詩家」と評された。
37歳で刊行された遅すぎる処女詩集『氷った焔』は、シュルレアリスムからの影響が顕著なイマージュの驚きに満ちた日本戦後詩のひとつの金字塔であり、特に冒頭の詩『石膏』のなかの一行「きみに肉体があるとはふしぎだ」はよく知られている。『氷った焔』は第一詩集にして清岡の詩業全体の扇の要であり、宮川淳が指摘したように、鏡のなかから日常へと歩み出す蝶番となっている。
同時期に詩と映画を論じた最初の評論集『廃虚で拾った鏡』が刊行。ここに収録されたシャルル・スパーク論およびに愛の詩の形而上学を論じた詩論は、初期の評論の代表作である。
第二評論集『手の変幻』に収録された、ミロのヴィーナスの両腕の欠落を想像力による全体への飛翔の契機と見る『ミロのヴィーナス』は、戦後の批評テクストのなかでもっとも教科書に多く採用されたもののひとつであり、特によく読まれている。
第二詩集『日常』から第三詩集『四季のスケッチ』を経て、生の憂悶と甘美さがひとつの意志によって貫かれたスタイルが確立されていくが、特に『大学の庭で』や『音楽会で』などの名篇を多く収めた『四季のスケッチ』は優しさに満ちた傑作である。
最初の妻（沢田真知）の死を契機に小説を書き始め、敗戦によって決定的に失われた故郷大連と亡き妻への喪のエクリチュールとも言うべき『アカシヤの大連』（1969年度芥川賞受賞作品）から1972年の『鯨もいる秋の空』に至るまで、第一期の「大連もの」と分類しうる連作を書き続ける。同様に亡き妻に捧げられた第四詩集『ひとつの愛』に収録された長篇詩『最後のフーガ』は、生涯にわたって私淑したアルチュール・ランボーへのオマージュである。なおランボーと並び私淑した詩人は杜甫であった。
1970年に、岩阪恵子と再婚（24歳年下で大阪市出身）。
詩壇と距離を置きつつ、日常に深く寄り添いながら書かれた第五詩集『固い芽』から第八詩集『幼い夢と』へと至る70年代半ばから80年代への展開は、同時期の夢をテーマとした作品群と絡まりあいながら、60年代を貫いていた一種の昂揚に代わって日常のより深みに響く音楽が詩となって流れ出している。特に『幼い夢と』はその平明さと質の高い抒情性から広く読まれ、吉本隆明はその「生の倫理と美の感性と生理の必然が緊密にからみあって」いる詩境にもはや「他からどんな言葉もさし挟むことができない」と評した。この言は現代詩壇の閉鎖的ディスクールに弄されることの少なかった清岡の詩の豊饒さの本質を言い当てているだろう。
またこの時期には、引揚げ以来の中国への旅が国交回復により果たされたことによって中国をテーマにした詩篇や小説が多い。『大連小景集』に始まって80年代を貫く第二期の「大連もの」の小説群は、「致命的なわたしの夢」としての大連の神話を歴史へと解体する意味を備えていた。『氷った焔』以前の文語詩篇を中心に収録した第11詩集『円き広場』も同時期に刊行されており、大連の中山広場を詠んだ表題作をはじめ名篇が多い。
晩年の代表作『マロニエの花が言った』は、約10年に及び書き継がれた大作。イマジネールな都市としての両大戦間のパリを舞台に、藤田嗣治、金子光晴、ロベール・デスノス、岡鹿之助、九鬼周造らの登場する、多中心的かつ壮大な織り物と言うべきこの小説は、堀江敏幸をして「溜息が出るほど美しい」と言わしめた序章をはじめ、随所に鏤められたシュルレアリスムの詩の新訳もひとつの読みどころであり、詩と散文と批評の緊密な綜合が完成の域に達している。
また晩年は、詩誌『現代詩手帖』新年号の巻頭を衰えるところを知らない清新な詩篇で飾り続けた。
2006年6月3日、間質性肺炎のため東京都東村山市の病院にて死去。83歳。

## 受賞歴
- 1969年 - 『アカシヤの大連』で芥川龍之介賞（下期）
- 1979年 - 『藝術的な握手』で読売文学賞 随筆・紀行賞
- 1985年 - 『初冬の中国で』で現代詩人賞
- 1989年 - 『円き広場』で芸術選奨文部大臣賞
- 1990年 - 『ふしぎな鏡の店』で読売文学賞 詩歌俳句賞
- 1991年 - 紫綬褒章
- 1992年 - 『パリの五月に』で詩歌文学館賞
- 1995年 - 日本芸術院賞（詩歌部門）
- 1996年 - 『通り過ぎる女たち』で藤村記念歴程賞
- 1998年 - 勲三等瑞宝章[6]
- 1999年 - 『マロニエの花が言った』で野間文芸賞
- 2002年 - 『一瞬』で現代詩花椿賞
- 2003年 - 『一瞬』と『太陽に酔う』で毎日芸術賞

## 著作

### 詩集
- 1959年『氷った焔』 書肆ユリイカ
- 1962年『日常』 思潮社
- 1966年『四季のスケッチ』 晶文社
- 1970年『ひとつの愛』 講談社
- 1971年『イヴへの頌』 詩学社（編著）
- 1975年『固い芽』 青土社
- 1980年『駱駝のうえの音楽』 青土社
- 1981年『西へ』 講談社
- 1982年『幼い夢と』 河出書房新社
- 1984年『初冬の中国で』 青土社
- 1988年『円き広場』 思潮社
- 1989年『ふしぎな鏡の店』 思潮社
- 1991年『パリの五月に』 思潮社
- 1995年『通り過ぎる女たち』 思潮社
- 2002年『一瞬』 思潮社
- 2006年『ひさしぶりのバッハ』 思潮社

### 小説
- 1970年『アカシヤの大連』 講談社、芥川賞受賞。他に「朝の悲しみ」
- 1971年『フルートとオーボエ』 講談社
  - 1971年『アカシヤの大連 四部作』 講談社。他は「萌黄の時間」
- 1972年『鯨もいる秋の空』 講談社
  - 再編『アカシヤの大連』 講談社文庫 1973年、新版1982年。計・5編
- 1971年『海の瞳 原口統三を求めて』 文藝春秋／文春文庫 1975年
- 1973年『花の躁鬱』 講談社
- 1975年『詩禮傳家』 文藝春秋。師・阿藤伯海を描く
  - 増補版『詩礼伝家』 講談社文芸文庫 1993年（復刻版・吉備路文学館、2010年）
- 1976年『夢を植える』 講談社
- 1978年『藝術的な握手 中國旅行の回想』 文藝春秋
- 1980年『邯鄲の庭』 講談社
- 1981年『夢のソナチネ』 集英社
- 1982年『薔薇ぐるい』 新潮社
  - 1990年『薔薇ぐるい』 日本文芸社（別冊：編・訳詩）。薔薇の詩のアンソロジー
- 1983年『大連小景集』 講談社。「初冬の大連」「中山広場」「サハロフ幻想」「大連の海辺で」
  - 新編『アカシヤの大連』 講談社文芸文庫 1988年。他は「朝の悲しみ」と上記、計・6編
- 1986年『李杜の国で』 朝日新聞社／朝日文庫 1989年。装幀菊地信義
- 1987年『大連港で』 福武書店／福武文庫 1995年。長篇小説、装幀安野光雅
- 1992年『清岡卓行大連小説全集』 日本文芸社（上・下）。附録に15名の月報と自作随想などを増補
- 1993年『蝶と海』 講談社
- 1999年8月『マロニエの花が言った』 新潮社（上・下）
- 2002年6月『太陽に酔う』 講談社。装画パウル・クレー
- 2006年11月『断片と線』 講談社。遺稿集で短篇三篇と詩論・随想

### 批評・随想
- 1960年『詩と映画／廃虚で拾った鏡』 弘文堂「現代芸術叢書11」
- 1966年『手の変幻』 美術出版社／新編・講談社文芸文庫 1990年
- 1970年『抒情の前線 戦後詩十人の本質』 新潮社〈新潮選書〉
編・解説に『金子光晴詩集』（岩波文庫、1991年）
- 1972年『サンザシの実』 毎日新聞社
- 1974年『萩原朔太郎「猫町」私論』 文藝春秋（夫人による装丁）／筑摩叢書（1991年、解説高橋英夫）
編・解説に『「猫町」 他十七篇』（岩波文庫、1995年）、朔太郎の小品集
- 1977年『窓の緑』[7] 小沢書店
- 1980年『桜の落葉』 毎日新聞社
- 1984年『猛打賞』 講談社
- 1986年『別れも淡し』 文藝春秋
- 1996年『郊外の小さな駅』 朝日新聞社
- 2007年6月『偶然のめぐみ 随想集』 日本経済新聞出版社 -「私の履歴書」ほか

### 作品集成・作家論
- 『清岡卓行詩集』思潮社〈現代詩文庫〉、1968年、新選版1977年
- 『続 清岡卓行詩集』思潮社〈現代詩文庫〉、1994年
- 『続続 清岡卓行詩集』思潮社〈現代詩文庫〉、2001年
- 『清岡卓行詩集』思潮社、限定版1969年、普及版1970年
- 『清岡卓行全詩集』思潮社、1985年、定本版2008年
- 『現代の詩人6　清岡卓行』中央公論社、1983年。鑑賞宇佐美斉・肖像高橋英夫
- 岩阪恵子・宇佐美斉編『清岡卓行論集成』 勉誠出版（2冊組）、2008年
100名超の執筆者による作家論・追悼・書評集、書誌・年譜
- 宇佐美斉『清岡卓行の円形広場』思潮社、2016年。評伝

### 翻訳
- 『ランボー詩集』河出書房新社 1968年、新編1992年
- 『ヒロシマ、私の恋人』筑摩書房 1970年、新版1985年。ちくま文庫 1990年
マルグリット・デュラス、映画『二十四時間の情事』のシナリオとディアログ